# Conistra veronicae
Conistra veronicae là một loài bướm đêm trong họ Noctuidae.